# بويسانس

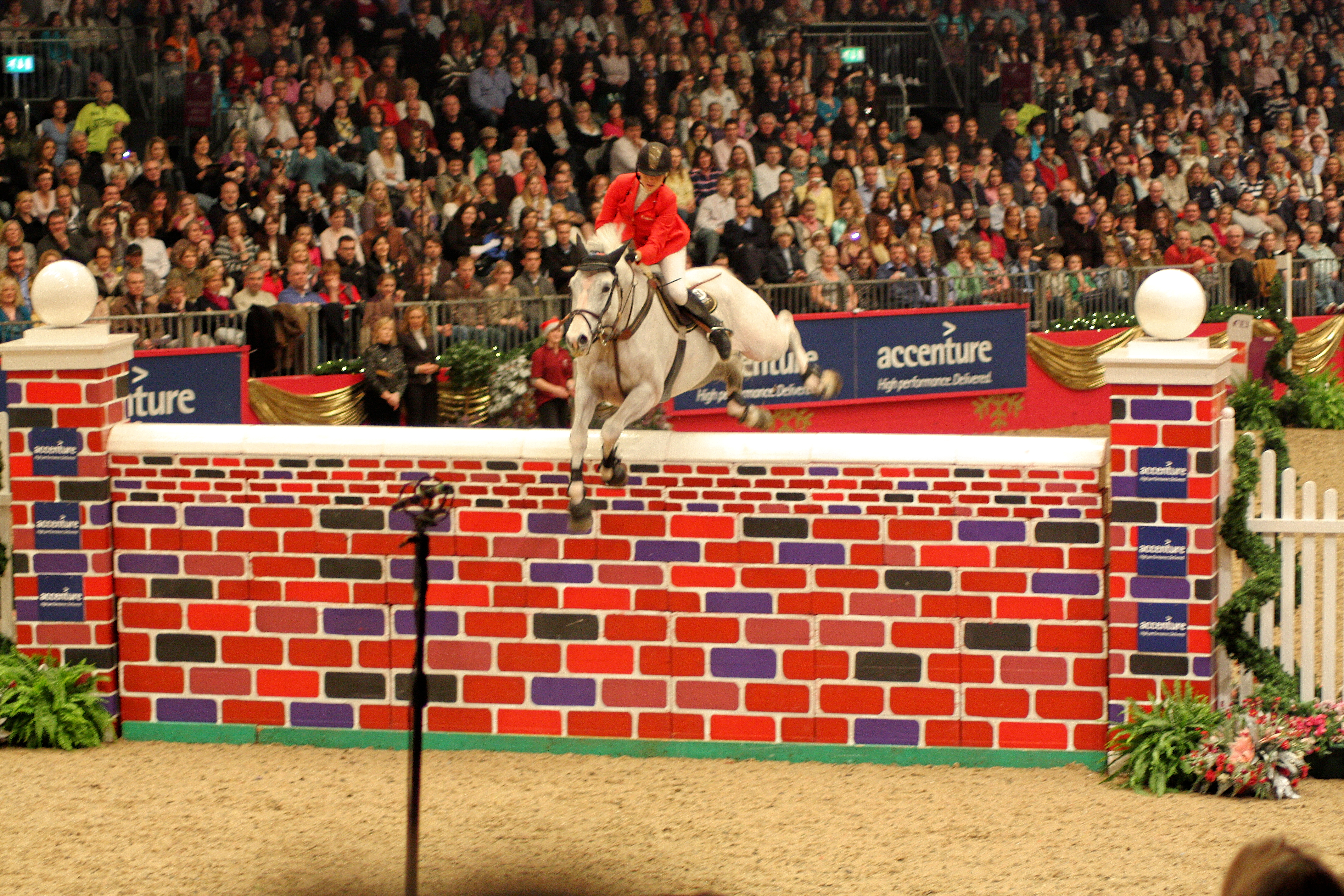
أكسنتشر بويسانس في 2008 أولمبيا - لندن لعرض الخيل

بويسانس هي أعلى قفزة في المنافسة في رياضية الفروسية لقفز الحواجز.

## الوصف
تتضمن المسابقة خمس جولات كحد أقصى - الجولة الافتتاحية تليها أربع عمليات قفز، وليس ضد عقارب الساعة. تتكون الجولة الأولى من أربع إلى ست عقبات كبيرة منفصلة بما في ذلك جدار بويسانس ، وقد يترواح ارتفاع  البداية من 1.70 إلى 1.80متر. أما بالنسبة للقفزات، التي تُرفع فيها الأسوار لكل جولة، هناك عائقين فقط — السياج المنتشر والجدار —على الرغم من إدراج  سياج الممارسة الاختياري. في حالة المساواة بعد الجولة الخامسة، يتشارك المنافسون الجائزة الأولى.
جدار بويسانس في كثير من الأحيان قد يُصبح أعلى من 2 متر (6 قدم 7 بوصة). يحتل اللاعب الألماني فرانك سلوثاك (بالألمانية: Franke Sloothaak) الرقم القياسي الداخلي الحالي للسباق بقفزة في حزيران / يونيه 1991 وصلت 2.40 متر (7 قدم 10 بوصة) في شوفونتان (Chaudfontaine) ببلجيكا على أوبتيبيورس قولو (Optiebeurs Golo) متخطيا الرقم القياسي السابق له على ليوناردو (Leonardo).
تشبه بويسانس منافسة القفز العالي للفروسية، ولكنها ليست نفسها، والتي تتكون من سياج واحد مائل قليلاً مصنوع من سياج يعلوه قضبان خشبية. الرقم العالمي القياسي للقفزة بلغ 2.47 متر (8 قدم 1 بوصة) ، وقد حققها الفارس ألبرتو لاراغوبيل موراليس ( Alberto Larraguibel Morales ) الذي كان يركب هواسو إكس فيثفول في الحدث الدولي الرسمي في فينيا ديل مار بتشيلي في 5 شباط / فبراير عام 1949.
مصطاح بويسانس يأتي من الكلمة (بالفرنسية: Puissance)، ترجمة حرفية 'القوة'‏, هو أيضا كلمة تعني «السلطة». وقد تم التنافس على هذا الحدث مرة واحدة في دورة الألعاب الاولمبية, في عام 1900.

## وصلات خارجية
- Video of Ben Maher jumping 7'3"
- High Jump and Long Jump Records